# 丙酸睾酮/苯丙酸睾酮/异己酸睾酮
丙酸睾酮/苯丙酸睾酮/异己酸睾酮，缩写为TP/TPP/TiC，以商品名Sustanon 100（欧加农）销售，是三种睾酮酯的注射複方藥，所有这些都是雄激素/合成代谢类固醇。它由20毫克的丙酸睾酮（TP）、40毫克的苯丙酸睾酮（TPP）和40毫克的异己酸睾酮（TiC）组成。
它们以油溶液形式提供，并通过肌肉注射给药。不同的睾酮酯在体内提供不同的消除半衰期。睾酮的酯化作用使睾酮激素从注射库持续但非线性地释放到循环中。
该药物的剂量比Sustanon 250小，通常供儿科使用。
Sustanon 100自2009年起就不再生产。Sustanon 100由Zydus在印度制造。